# 阿斯彭研究所
阿斯彭研究所（Aspen Institute）又稱阿斯本研究所，是一个国际性非营利组织和智庫，成立于1949年，当时名为阿斯本人文研究所（Aspen Institute of Humanistic Studies）或阿斯彭人文研究所。该研究所总部位於华盛顿哥伦比亚特区。